# Nadine Krause
Nadine Krause (* 25. März 1982 in Waiblingen) ist eine ehemalige deutsche Handballspielerin. Sie wurde 2006 als erste deutsche Spielerin zur Welthandballerin gewählt. Die 1,78 m große linke Rückraumspielerin stand zuletzt beim deutschen Erstligisten Bayer 04 Leverkusen unter Vertrag und stand im Aufgebot der deutschen Handballnationalmannschaft.

## Karriere

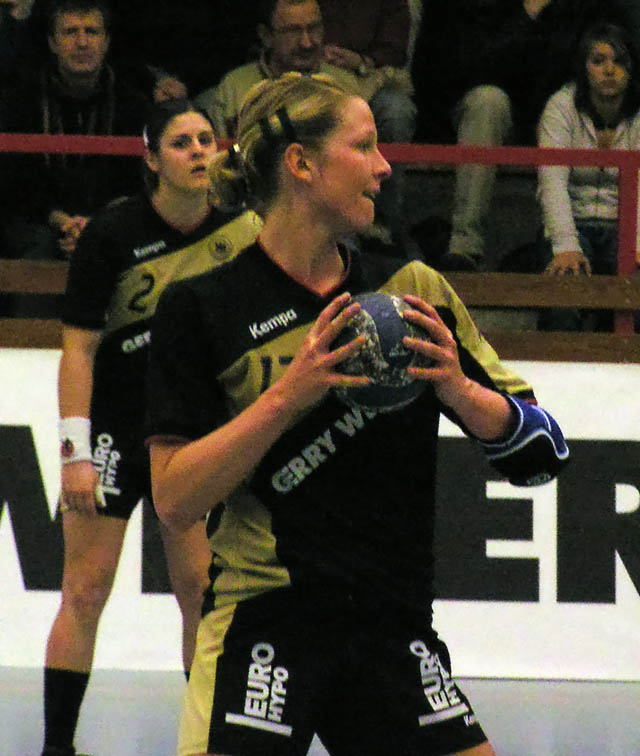
Nadine Krause beim Siebenmeterwurf in einem Länderspiel am 1. Dezember 2006

### Vereinsmannschaften
Ihre Handballkarriere begann sie bei den Minis in Waiblingen. Sie war damals Linkshänderin, schulte sich jedoch selbst, da ihre Mannschaftskameraden alle mit rechts warfen, auf Rechtshändigkeit um. Später spielte sie beim VfL Waiblingen, wo sie unter anderem von ihrem Vater Jürgen Krause trainiert wurde. Danach wechselte sie zur HSG Blomberg-Lippe. Von 2001 bis 2007 gehörte Nadine Krause dem Bundesligakader von Bayer Leverkusen an. Ab der Saison 2007/08 spielte sie beim dänischen Erstligisten FCK Håndbold. Im Sommer 2010 kehrte sie wieder zu ihrer alten Wirkungsstätte, der HSG Blomberg-Lippe, zurück. In der Saison 2011/12 lief sie wieder für Bayer Leverkusen auf. Nach dieser Saison beendete die ehemalige Welthandballerin ihre Karriere.

### Nationalmannschaft
Ihr Länderspieldebüt für die deutsche Handballnationalmannschaft gab Nadine Krause am 23. November 1999 gegen Rumänien. Bei der Weltmeisterschaft im Dezember 2005 in Russland wurde sie Torschützenkönigin und erreichte mit der deutschen Handballnationalmannschaft den sechsten Platz. Bei der Handball-Europameisterschaft 2006 in Schweden wurde sie mit 58 Toren wiederum Torschützenkönigin. Verletzungsbedingt konnte sie bei der Handball-Weltmeisterschaft 2009 in China nicht mitspielen. Nach der Handball-Weltmeisterschaft 2011 trat sie aus der Nationalmannschaft zurück.
Für den ehemaligen Bundestrainer Armin Emrich ist sie der „Deckarm des Frauenhandballs“. Emrich wörtlich: „Sie ist eine komplette Spielerin in Angriff, Abwehr, Gegenstoß und Rückzugsphase. Und sie ist eine echte Mannschaftsspielerin. So, wie ich sie in den letzten zwei Jahren kennen gelernt habe, so war Jo Deckarm“.

## Erfolge
- Deutsche Nationalmannschaft
  - 3. Platz Juniorinnen-WM 2001
  - 3. Platz Jugend-EM 2003
  - 6. Platz WM 2005
  - 4. Platz EM 2006
  - 3. Platz WM 2007
  - 4. Platz EM 2008

- VfL Waiblingen
  - Deutsche Jugend Meisterin 1998 und 1999

- Bayer Leverkusen
  - Deutscher Pokalsieger 2002
  - Deutscher Vizepokalsieger 2005
  - Challenge-Cup-Siegerin 2005
  - Deutscher Vizemeister 2006 und 2007
- FCK
  - Europapokal der Pokalsieger 2009
  - Dänischer Pokalsieger 2010

## Auszeichnungen
- Wahl zur „Handballerin der Saison“ 04/05, 05/06 und 06/07
- Wahl zur „Handballerin des Jahres“ 2005 und 2006
- Wahl zur „Welthandballerin des Jahres“ 2006
- Torschützenkönigin der WM 2005
- Torschützenkönigin der EM 2006
- Torschützenkönigin der Bundesliga 2005 und 2006
- Torschützenkönigin der dänischen Liga: Saison 2007/08[8]